# Early Man
Early Man ist eine US-amerikanische Heavy- und Thrash-Metal-Band aus Columbus, Ohio, die im Jahr 2003 gegründet wurde.

## Geschichte
Die Band wurde im Jahr 2003 von Gitarrist und Sänger Mike Conte und Schlagzeuger Adam Bennati gegründet.  Nachdem sie einige Lieder entwickelt hatten, folgte eine erste selbstbetitelte EP. Außerdem spielte sie im Jahr 2005 zusammen mit Mastodon Auftritte in den USA, ehe im Oktober über Matador Records das Debütalbum Closing In erschien. Der Veröffentlichung folgten Auftritte an der Ostküste mit Turbonegro und an der Westküste der Vereinigten Staaten zusammen mit Fu Manchu. Im Jahr 2010 schloss sich über The End Records das zweite Album Death Potion an.

## Stil
Die Band spielt eine Mischung aus klassischen Heavy Metal und Thrash Metal, sodass die Musik auf dem Album Closing In vergleichbar mit Werken von Metallica, Iron Maiden, Judas Priest und Black Sabbath ist. Auf dem zweiten Album Death Potion wurden die Einflüsse des Thrash Metal deutlicher, sodass Vergleiche mit den alten Werken von Metallica (Kill ’Em All) und Anthrax (Fistful of Metal) gezogen werden.

## Diskografie
- 2005: Early Man (EP, Monitor Records)
- 2005: Death Is the Answer (Single, Matador Records)
- 2005: Closing In (Album, Matador Records)
- 2008: Speed n' Spikes Vol. IV (Split mit Rammer, Relapse Records)
- 2008: Beware the Circling Fin (EP, The End Records)
- 2010: Death Potion (Album, The End Records)
- 2012: Demon Problems (Split mit It's Casual, Eigenveröffentlichung)